# Örs
Örs est un prénom hongrois masculin.

## Étymologie
Ancien nom hongrois de personne issu d'un nom de tribu, peut-être l'une des trois tribus kabares qui se sont jointes aux Hongrois. Ce nom est d'origine turque ancienne et signifie « homme (masculin) ».

## Équivalents
- Urs, prénom suisse alémanique, peut-être d'origine différente : Urs Graf, Urs Amann, Urs Fischer
- Luminița Urs
- Urs (Ariège)
- Pèlerinage de l'Urs (soufisme)

## Fête
Les Örs sont fêtés le 14 juillet, plus rarement les 26 juin, le 30 septembre ou le 2 novembre.